# Archivio di Stato di Bari
L'Archivio di Stato di Bari è  l'ufficio periferico del Ministero della cultura che per finalità istituzionali conserva la documentazione storica prodotta dagli enti pubblici statali delle provincie di Bari. Da marzo 2025 nella provincia di Barletta-Andria-Trani è stato sostituito dall'Archivio di Stato di Barletta-Andria-Trani.

## Storia
Fu istituito, come archivio provinciale, per effetto del decreto del 22 ottobre 1812 di Gioacchino Murat e della successiva legge organica del 1818 degli archivi del Regno. Venne ubicato dapprima presso l'ospedale degli Svizzeri, dal 1831 nel palazzo dell'Intendenza e dal biennio 1936-1937 nel palazzo della Provincia. 
Dal 2007 è ospitato, insieme alla Biblioteca nazionale Sagarriga Visconti-Volpi, presso la Cittadella della Cultura, un complesso del primo Novecento in precedenza adibito a macello e mercato ittico comunale. 
Dal 1974 vi opera la Scuola Statale di Archivistica, Paleografia e Diplomatica, fondata da Giuseppe Dibenedetto, che svolge compiti di formazione per il personale tecnico scientifico dell'amministrazione archivistica, ma è aperta anche ad allievi esterni, in possesso del diploma di scuola media di secondo grado.